# Нижняя Лукавка
Ни́жняя Лука́вка — упразднённая деревня Петровского сельсовета Грязинского района Липецкой области. Была расположена на левом берегу реки Матыра напротив бывшей деревни Виноградовка, у границы с Тамбовской областью.

## История
Деревня впервые упоминается в документах 1782 года, название дано по реке Лукавка, впадающей в Матыру неподалёку.
По сведениям 1862 года в казённой деревне Нижняя Лукавка (Ненахова) 2-го стана Липецкого уезда Тамбовской губернии проживало 125 человек (60 мужчин, 65 женщин) в 13 дворах.
По данным начала 1883 года в деревне Нижняя Лукавка Ивановской волости Липецкого уезда проживало 209 бывших государственных крестьян (108 мужчин и 101 женщина) в 24 домохозяйствах, которым принадлежало 259,9 десятин удобной надельной земли и 10,9 десятин неудобной земли. 3 домохозяйства сдавали весь надел, также 15 дворов снимали 62 десятины вненадельной земли. В деревне было 63 лошади, 49 голов КРС, 411 овец и 24 свиньи. Имелось 4 промышленных заведения. Было 7 грамотных мужчин.
В 1911 году в деревне той же волости, входившей в приход села Средняя Лукавка, было 42 двора великороссов-земледельцев, проживало 387 человек (193 мужчины и 194 женщины). В 1914 году — 242 жителя (119 мужчин, 123 женщины), которым принадлежало 279 десятин земли. Имелась земская школа.
По переписи 1926 года в деревне Нижняя Лукавка (Ненахово) Грязинской волости того же уезда было 62 двора русских и 353 жителя (169 мужчин, 184 женщины). По спискам сельскохозяйственного налога на 1928/1929 годы в деревне Нижне-Лукавка Петровского сельсовета Грязинского района Козловского округа ЦЧО было 65 хозяйств и 354 жителя. По данным 1932 года в деревне того же сельсовета было 235 жителей. К началу войны число дворов сократилось до 40.
В июле 1986 года деревня была исключена из учётных данных.